# Llop (pel·lícula)
Llop (títol original: Wolf) és una pel·lícula fantàstica estatunidenca dirigida per Mike Nichols, estrenada l'any 1994. Ha estat doblada al català.

## Argument
Will Randall, reputat editor novaiorquès, és mossegat una nit de lluna plena per un llop tornant en cotxe a Vermont. Molt ràpidament, canvia i esdevé incontrolable. Acomiadat pel magnat Alden que confia l'edició al seu protegit Stuart, a continuació enganyat per la seva dona Charlotte amb el mateix jove, Will coneix Laura, la filla d'Alden. Les setmanes passen i Will desenvolupa instints cada cop més salvatges, pròxims als del llop que l'ha mossegat. Intenta llavors prendre per la força la seva  editorial al jove Stuart.  

## Repartiment
- Jack Nicholson: William "Will" Randall
- Michelle Pfeiffer: Laura Alden
- James Spader: Stewart Swinton
- Kate Nelligan: Charlotte Randall
- Richard Jenkins: Inspector Carl Bridger
- Christopher Plummer:  Raymond Alden
- Eileen Atkins: Mary
- David Hyde Pierce: Roy MacAllister
- Om Puri: Dr. Vijay Alezais
- Ron Rifkin: Doctor Ralph
- Prunella Scales: Maude Waggins
- Brian Markinson: Inspector Wade
- Thomas F. Duffy: Tom
- David Schwimmer: Un policia

## Producció
Des de feia dotze anys, Jack Nicholson intentava fer aquest film amb el seu amic, l'escriptor Jim Harrison. Mia Farrow era la primera tria de Mike Nichols pel paper de Charlotte Randall, però, a l'època, aquesta actriu estava amb el procés que  havia entaulat contra Woody Allen. Finalment, va haver de desistir a causa d'un conflicte d'horari. Sharon Stone va rebutjar el paper de Laura Alden que va tornar llavors a Michelle Pfeiffer. A les seves memòries, Christopher Plummer conta que ha pegat realment Michelle Pfeiffer en lloc de fer-ho simuladament, en el rodatge d'una escena.
L'estrena del film es va retardar de sis a vuit mesos perquè va caldre refer el tercer acte.
A la versió anglòfona, la paraula werewolf no és mai mencionada al film, encara que es tracta d'una història d'homes llop.

## Rebuda
El film va conèixer un cert èxit comercial, informant aproximadament 131 milions $ al box-office mundial, 65  a Amèrica del Nord, per un pressupost de 70 milions
Ha tingut una acollida critica més aviat favorable, recollint un 61 % de critiques positives, amb una nota mitjana de 5,9/10 i sobre la base de 49 critiques recaptades, en el lloc Rotten Tomatoes.
El 1995, el film va assolir el premi Saturn al millor guió per l'Acadèmia de cinema de ciència-ficció, fantàstic i de terror. Va ser nomenat pels premis Saturn al millor actor Jack Nicholson, a la millor actriu Michelle Pfeiffer, al millor segon paper masculí James Spader, al millor film de terror i al millor maquillatge. El mateix any, Ennio Morricone va ser nominat pel Grammy Award a la millor música de film.
Crítica: "Descafeïnada versió del mite. Massa pretensiosa, amb els intèrprets descol·locats"
"Al principi funciona. Després, tot és igual"